# Villelongue-de-la-Salanque
Villelongue-de-la-Salanque (em catalão:  Vilallonga de la Salanca) é uma comuna francesa na região administrativa da Occitânia, no departamento dos Pirenéus Orientais. Estende-se por uma área de 7.21 km², com 3.251 habitantes, segundo o censo de 2018, com uma densidade de 450 hab/km².